# Lübtheen
Lübtheen est une ville de Mecklembourg-Poméranie-Occidentale, en Allemagne, dans l'arrondissement de Ludwigslust-Parchim.

## Histoire
Lübtheen a été mentionnée pour la première fois le 14 août 1363 dans un document officiel.

## Quartiers
|                                                             |                                                                   |                                                            |
| - Bandekow - Benz - Briest - Brömsenberg - Garlitz - Gößlow | - Gudow - Jessenitz - Langenheide - Lank - Lübbendorf - Neuenrode | - Neu Lübtheen - Probst Jesar - Quassel - Trebs - Volzrade |

## Évolution démographique
| Année      | 1431 | 1498 | 1669 | 1895 | 1905 | 1995 | 2001 | 2004 | 2009 | 2018 |
| ---------- | ---- | ---- | ---- | ---- | ---- | ---- | ---- | ---- | ---- | ---- |
| Population | 3    | 66   | 261  | 2545 | 4020 | 5268 | 5150 | 5085 | 4561 | 4766 |

## Personnalités liées à la ville
- Friedrich Chrysander (1826-1901), historien né à Lübtheen.